# Spectre de Lagrange
En mathématiques, et plus précisément en théorie des nombres, le spectre de Lagrange est un ensemble de nombres réels  apparaissant dans la théorie de l'approximation diophantienne. Le spectre de Markov, défini par Andreï Markov, est une variante de cet ensemble jouant un rôle dans l'étude de l'équation diophantienne de Markov. 

## Définitions

### Spectre de Lagrange
Le théorème de Hurwitz affirme que tout réel ξ peut être approché par une suite de rationnels m/n telle que 
{\displaystyle \left|\xi -{\frac {m}{n}}\right|<{\frac {1}{{\sqrt {5}}\,n^{2}}}.}
Plus précisément, on définit L(ξ) comme la borne supérieure des c ayant la même propriété que √5 dans cette formule (si elle  existe, c'est-à-dire si ξ est irrationnel et de mesure d'irrationalité égale à 2), autrement dit L(ξ) est la borne supérieure des c tels qu'il existe une suite de rationnels m/n ayant pour limite ξ et telle que
{\displaystyle \left|\xi -{\frac {m}{n}}\right|<{\frac {1}{cn^{2}}}} ;
l'ensemble des L(ξ) (pour ξ irrationnel) forme le spectre de Lagrange L. Le théorème de Hurwitz montre que {\displaystyle {\sqrt {5}}=L\left({\frac {1+{\sqrt {5}}}{2}}\right)} est le plus petit élément de L, et plus précisément encore que les seuls nombres ξ pour lesquels L(ξ)=√5 sont les nombres équivalents au nombre d'or {\displaystyle \varphi ={\frac {1+{\sqrt {5}}}{2}}} ; Hurwitz a également démontré que l'élément suivant de L, obtenu en excluant les nombres précédents, est 2√2=L(√2). Plus généralement, ce procédé définit une suite de nombres Ln appelés nombres de Lagrange ; il s'agit de la suite {\displaystyle \left({\sqrt {5}},2{\sqrt {2}},{\frac {\sqrt {221}}{5}},{\frac {\sqrt {1517}}{13}},\dots \right)}, de limite 3 et formant la partie du spectre de Lagrange inférieure à 3.
Une formulation équivalente, mais plus pratique, en termes de limites inférieures, revient à dire que :
{\displaystyle 1/L(\xi )=\liminf _{n\to \infty }n^{2}\left|\xi -{\frac {m}{n}}\right|,}
où m est l'entier (dépendant de n) rendant la différence minimale.

### Développement en fraction continue et spectre de Markov
Partant du développement en fraction continue de ξ,
on introduit la suite de nombres {\displaystyle \xi _{n}=x_{n}+r_{n}}, où {\displaystyle x_{n}=[a_{n},a_{n+1},a_{n+2},\cdots ]} s'obtient en retirant les n premiers termes du développement de ξ et {\displaystyle r_{n}=[0,a_{n-1},a_{n-2},\cdots ,a_{0}]} est le rationnel obtenu en prenant les termes retirés, dans l'ordre inverse. On a alors {\displaystyle L(\xi )=\limsup _{n\to \infty }\xi _{n}}.
Si l'on remplace dans cette définition la limite supérieure par la borne supérieure, on obtient un nouvel ensemble de nombres M(ξ), le spectre de Markov M, défini par Andreï Markov en 1879 dans le cadre de son étude des formes quadratiques :
{\displaystyle M(\xi )=\sup _{n\to \infty }\xi _{n}.}

## Caractérisations du spectre de Markov
La définition précédente peut s'interpréter géométriquement à l'aide de l'étude de la position de droites de pente ξ par rapport au réseau des points de coordonnées entières. Markov en a déduit les deux caractérisations suivantes :

### Par les formes quadratiques
On considère l'ensemble des formes quadratiques  {\displaystyle f(x,y)=ax^{2}+bxy+cy^{2}} à coefficients réels, de discriminant fixé {\displaystyle \Delta =b^{2}-4ac=1}. Pour chacune de ces formes, la borne supérieure des valeurs absolues des inverses des valeurs non nulles  prises en un point du réseau {\displaystyle \mathbb {Z} ^{2}} appartient au spectre de Markov ; plus précisément
{\displaystyle M=\left\{\left(\sup _{(x,y)\in \mathbb {Z} ^{2}}1/|f(x,y)|\right):f(x,y)=ax^{2}+bxy+cy^{2},\ b^{2}-4ac=1\right\}}.

### En relation avec l'équation diophantienne de Markov
Les nombres de Markov sont les entiers naturels x, y ou z faisant partie d'une solution de l'équation diophantienne de Markov :
{\displaystyle x^{2}+y^{2}+z^{2}=3xyz}, formant la suite (1,2,5,13,34,89,...) (suite A002559 de l'OEIS). Markov a démontré que le n-ème nombre de Lagrange, Ln, est donné par la formule {\displaystyle L_{n}={\sqrt {9-{4 \over {m_{n}}^{2}}}}}, où mn est le n-ème nombre de Markov.

## Géométrie des spectres
Le spectre de Lagrange est inclus dans celui de Markov, et ils sont identiques dans leur partie initiale comprise entre √5 et 3 (commençant par √5, √8, √221/5, √1517/13...). 
Le spectre de Lagrange est continu à partir de sa dernière discontinuité, la constante de Freiman, un nombre dont la valeur exacte est
{\displaystyle F={\frac {2\,221\,564\,096+283\,748{\sqrt {462}}}{491\,993\,569}}=4.5278295661\dots } (suite A118472 de l'OEIS),
c'est-à-dire que {\displaystyle [F,+\infty [\subset L\subset M} et que pour tout x<F, il existe y non dans L tel que x<y<F,. L est en fait strictement inclus dans M, mais on ignore, par exemple, la valeur du plus petit élément de M qui n'est pas dans L.

La transition entre la partie discrète de L (entre √5 et 3) et la partie continue (après F) a une structure fractale, décrite plus précisément par le théorème suivant : 
Pour tout {\displaystyle t\in \mathbb {R} }, la dimension de Hausdorff de {\displaystyle L\cap (-\infty ,t)} est égale à celle de {\displaystyle M\cap (-\infty ,t)}. Si d est la fonction {\displaystyle d(t):=\dim _{H}(M\cap (-\infty ,t))} associant à t cette dimension, alors d est continue, croissante, et envoie  R sur [0,1].
Ce théorème se généralise d'ailleurs à d'autres spectres analogues.

## Systèmes dynamiques associés aux spectres
Les définitions de L et de M à l'aide de développements en fractions continues amènent naturellement à les faire correspondre à un système dynamique : l'ensemble {\displaystyle S=({\mathbb {N} }^{*})^{\mathbb {Z} }} des suites (infinies dans les deux directions) d'entiers non nuls, muni de l'opérateur  de décalage {\displaystyle \sigma :S\mapsto S} défini par {\displaystyle \sigma ((a_{n})_{n\in \mathbb {Z} })=(a_{n+1})_{n\in \mathbb {Z} }}. Associant alors à chaque suite {\displaystyle (a_{n})_{n\in \mathbb {Z} }} de S le réel défini par la somme des développements en fractions continues {\displaystyle f((a_{n})_{n\in \mathbb {Z} })=[a_{0},a_{1},a_{2},\dots ]+[0,a_{-1},a_{-2},\dots ]}, les résultats donnés plus haut montrent que
{\displaystyle L=\left\{\limsup _{n\to \infty }f(\sigma ^{n}(a)):a\in S\right\}} et
{\displaystyle M=\left\{\lim _{n\in \mathbb {N} }f(\sigma ^{n}(a)):a\in S\right\}}.
La géométrie des spectres (c'est-à-dire, par exemple, la dimension de Hausdorff de la restriction du spectre à un intervalle donné) peut alors être étudiée à l'aide d'outils venant de cette théorie, comme les partitions de Markov (en).